# 마르부르크 회의

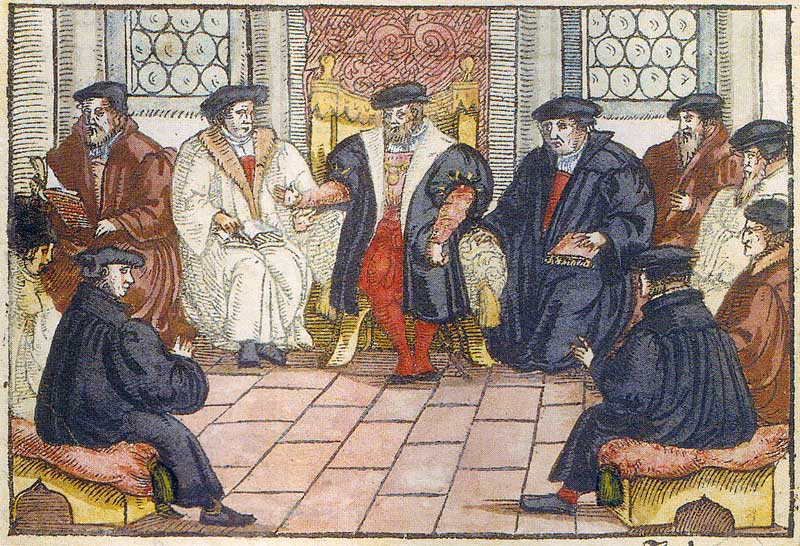
무명의 판화, 1557

마르부르크 회의(Marburger Religionsgespräch)는 1529년 10월 1일부터 4일까지 헤센주 마르부르크에서 열렸던 마르틴 루터와 울리히 츠빙글리 사이에 있었던 회의이다. 이 회의는 성찬식에서 그리스도의 실재적 임재에 대한 이견을 해결하기 위하여 시도된 것이었다. 루터는 "Hoc est corpus meum" (이것은 나의 몸이다, 마태복음 26:26)을 문자적으로 해석하여 성찬에서 예수 그리스도의 실재적 현존(Real Presence)을 주장한 반면, 츠빙글리는 성찬이 단순한 상징적 기념 행위이며, 빵과 포도주는 예수의 몸과 피를 상징하는 것일 뿐이라고 주장했다.